# 奈多宮
奈多宮（なだぐう）は、大分県杵築市に鎮座する神社である。旧社格は県社。八幡奈多宮（はちまんなだぐう）、奈多八幡宮（なだはちまんぐう）とも呼ばれる。

## 概要
奈多海岸(国東半島東海岸)のほぼ中央に位置する。宇佐神宮と関係の深い神社であるが、正確な創建の時期は不明である。伝承では宇佐神宮の別宮として、神亀6年（729年）に宇佐神宮大宮司であった宇佐公基により創建されたという。主祭神は比売大神、応神天皇、神功皇后。
宇佐神宮の旧神体とされる木造僧形八幡神坐像と2躯の木造女神坐像の三神像を収蔵しており、これら三神像は国の重要文化財に指定されている。このことが示すように当社と宇佐神宮との関係は深く、かつて宇佐神宮で行われていた6年毎の行幸会では、新しい神体の薦枕が宇佐宮本殿（上宮）に納められると、上宮の古い薦枕は宇佐神宮の御炊殿（下宮）に納められ、下宮の古い薦枕はいったん奈多宮に納められた後、海に流されたとされる。
また、中世においては豊後国守護の大友氏との関係が深く、八幡奈多宮の大宮司・奈多鑑基は大友氏の寺社奉行となり、その娘奈多夫人は大友義鎮（宗麟）の正室となって、嗣子の大友義統を生した。
奈多海岸の沖合約300mにある市杵島という小島は八幡奈多宮の元宮である。比売大神は、最初、市杵島に降臨したと伝えられており、岩礁の上には小鳥居が建てられている。この鳥居は2020年9月に台風10号のため流失したが、年内に再建されている。

## 沿革
- （伝）神亀6年（729年） - 宇佐公基により創建[3]。
- 永延2年（989年） - 一条天皇より、「日本最上八幡初中後廟」の額を賜る[3]。
- 慶長元年（1596年） - 慶長豊後地震の津波によって社殿及び古記録を喪失する[4]。
- 寛永4年（1627年） - 細川忠興により社殿が再建される[5]。
- 明治14年（1881年） - 現在の本殿を造営[6]。

## 文化財
- 重要文化財（国指定）
  - 木造僧形八幡神坐像（1躯）・木造女神坐像（2躯）[7]
- 大分県指定有形文化財
  - 八幡宇佐宮御託宣集
  - 八幡縁起（4点）
  - 八幡奈多宮縁起箱
  - 奈多宮木造神像（6躯）
  - 大太刀
  - 陣道面
- 大分県指定無形民俗文化財
  - 奈多宮の御田植祭[8][9]
- 杵築市指定重要文化財
  - 楼門